# W. O. Decker
W. O. Decker  es un remolcador histórico ubicado en South Street Seaport, Nueva York.  W. O. Decker se encuentra inscrito  en el Registro Nacional de Lugares Históricos desde el 13 de septiembre de 1996.  

## Ubicación
W. O. Decker se encuentra dentro del condado de Nueva York en las coordenadas 40°42′19″N 74°00′11″O / 40.705278, -74.003056.